# Vuelo 5428 de Sol
El Vuelo 5428 de Sol Líneas Aéreas cayó cerca de las localidades de Los Menucos y Prahuaniyeu, en Río Negro, Argentina. El vuelo realizaba el último trayecto del recorrido que incluía las ciudades argentinas de Córdoba, Mendoza, Neuquén y Comodoro Rivadavia, el 18 de mayo de 2011. Sus 22 ocupantes (18 pasajeros adultos, 1 niño y 3 tripulantes) fallecieron en el lugar, siendo el cuarto accidente fatal en la historia de los aviones Saab 340, y el primero en cantidad de víctimas.

## Aeronave
La aeronave SAAB matrícula LV-CEJ era un avión de 26 años y un mes, construido en 1985 comenzó a operar este año en la línea aérea Comair bajo la matrícula N344CA. Luego fue adquirida en 1997 por Nortwest Express Airline operando bajo la matrícula N112PX y pasando bajo la misma matrícula a manos de Fina Air en 2003. Posteriormente, en 2006, la operó la aerolínea RegionsAir conservando todavía su matrícula y en 2010 fue adquirido finalmente por Sol Líneas Aéreas pasando a operar bajo la matrícula LV-CEJ hasta el día de su accidente, que terminó en la destrucción total de la aeronave.
Poseía dos motores GE CT7-5A2, su número de serie era el 25, la matrícula de prueba SE-E25 y era del tipo 340A.

### Tripulantes
Juan Adalberto Raffo y Adriano Bolatti eran el piloto y el copiloto respectivamente. 
Raffo, de 45 años de edad al momento de su fallecimiento, tenía 20 años de experiencia pilotando aviones, primero en la Prefectura Naval Argentina posteriormente en Southern Winds hasta el cierre de la empresa y en Sol desde hacía 5 años. Residía en la ciudad de Córdoba, cerca del aeropuerto. Estaba casado y era padre de cuatro (4) hijos.
Bolatti vivía en Rosario, era divorciado y tenía dos hijos pequeños.
La auxiliar de cabina era Jessica Fontán, de 25 años oriunda de Rosario. Además era la delegada gremial representando a sus compañeros en el gremio de aeronavegantes y ya había realizado varios reclamos por anomalías que detectó en el normal funcionamiento de la compañía.

## Accidente
El vuelo 5428 había despegado del Aeropuerto Internacional de Rosario a las 17:35 hora local (20:35 UTC ) del 18 de mayo con destino al Aeropuerto Comodoro Rivadavia. El servicio tenía previsto escalar en Córdoba , Mendoza y Neuquén. Luego de completar sin incidentes los tres primeros tramos, el Saab 340 despegó del Aeropuerto Internacional Presidente Perón de Neuquén a las 20:05 horas para su último tramo.
Hacia las 20:29 h, mientras ascendía hacia el nivel de vuelo asignado FL190 (19.000 ft), la aeronave encontró condiciones de formación de hielo y se estabilizó a 17.800 ft, continuando en esta altitud durante aproximadamente 9 minutos. Con la persistencia de las condiciones de formación de hielo, la tripulación inició un descenso a FL140, pero durante los siguientes 7 minutos, las condiciones de formación de hielo empeoraron significativamente. Poco después se perdió el control de la aeronave y el Saab 340 impactó contra el suelo en una remota región de la provincia de Río Negro, entre las localidades de Los Menucos y Prahuaniyeu.
La aeronave volaba de noche, en condiciones meteorológicas de instrumentos y en una zona sin cobertura de radio VHF. La tripulación de un avión comercial que volaba en el área recibió una llamada de emergencia poco antes de que se perdiera el vuelo 5428 . La gente local a unos 2 kilómetros (1,2 millas; 1,1 millas náuticas) del lugar del accidente vio un avión que volaba extremadamente bajo. Unos momentos después escucharon explosiones y notaron que salía humo negro del suelo. Los bomberos llegaron al lugar tres horas después y no encontraron sobrevivientes.

## Investigación
El avión era un SAAB 340 matrícula LV-CEJ que sufrió un engelamiento -formación de hielo- en su estructura.
La Junta de Investigación de Accidentes de Aviación Civil (JIAAC) publicó en 2015 el Informe Final (IF) del Expediente 9611, en el cual señala entre las causas que la pérdida de control de la aeronave e impacto no controlado contra el terreno, se produjo por "formación severa de hielo, debido a la combinación de los siguientes factores: 
- Ingresar a un área de condiciones de formación de hielo, con una vigilancia inadecuada de las señales de advertencias del medio externo (temperatura, nubosidad, precipitación y acumulación de hielo), e interno (velocidad, ángulo de ataque), lo cual permitió una operación prolongada en condiciones de engelamiento severo.
- Pronóstico de engelamiento leve, siendo que las condiciones encontradas correspondían a engelamiento severo, que motivó la falta de percepción del peligro meteorológico específico.
- Inadecuada evaluación de riesgo, por lo que no se adoptaron las medidas de mitigación tales como briefing adecuado (distribución de tareas en cabina, repaso de la operación de los sistemas anti hielo, limitaciones, uso de la potencia, uso del piloto automático, estrategia de diversión, entre otros).
- Condición de estrés creciente que motivó un déficit de atención distributiva debido a una expectativa de contexto operacional no cumplida.
- Condiciones de formación de hielo que superaron la eficacia de los sistemas de protección anti hielo, certificadas en la aeronave (FAR 25 Apéndice C).
- Uso inadecuado de la velocidad, al mantenerla en valores próximos a la pérdida durante el vuelo en condiciones de formación de hielo.
- Uso inadecuado del piloto automático al no seleccionar modo IAS, al volar en condiciones de engelamiento.
- Cumplimiento parcializado de los procedimientos establecidos en el Manual de Vuelo y Manual de Operaciones de la aeronave, en cuanto al ingreso a zonas de vuelo de engelamiento de características severas.
- Reconocimiento tardío del ingreso de la aeronave a una condición de pérdida de sustentación, al confundir la vibración producida por las hélices contaminadas con hielo con el buffeting que preanuncia la entrada en pérdida de sustentación.
- Actuación del Stick Shaker y Perdida de Sustentación a velocidades menores a las previstas para condiciones sin formación de hielo.
- Técnica de recuperación inicial de pérdida de sustentación no apropiada a las circunstancias de vuelo, en donde era prioritario disminuir el ángulo de ataque en desmedro de la pérdida de altitud.
- Comportamiento inusual de los comandos de vuelo de alerones, durante la pérdida de control, probablemente por la acumulación de hielo en la superficie anterior a los mismos, que imposibilitaron la recuperación de la aeronave.
- Situación de estrés creciente en la tripulación, que afectó la toma de decisiones operativas".

El informe expresa además algunas "Condiciones potencialmente peligrosas, no causales del presente suceso", relacionadas con el "Contexto organizacional y operacional de la empresa", como: 
- Especificaciones de operación del explotador desactualizadas
- Cumplimiento parcializado de lo establecido en la RAAC 121.133 – Apéndice A, referente a la mantener actualizados los Manuales de Operación del Explotador.
- Programación de las tripulaciones realizadas por una gerencia ajena a la gerencia de operaciones
- Manuales de la aeronave no actualizados
- Programas de instrucción no adecuadas a lo especificado por el fabricante respecto a la recuperación de pérdidas de sustentación.
- Cumplimiento parcializado de lo establecido en la RAAC 121.407 – Apéndice G, respecto con la instrucción (Simulación LOS) por parte del explotador.
- Incumplimiento de dos Directivas de Aeronavegabilidad vinculadas al mantenimiento de las hélices.

Y relacionadas con el "Contexto sistémico": 
- Falta de cobertura de comunicaciones en VHF sobre la ruta en que se encontraba operando la aeronave. Servicio de meteorología no presente durante todas las horas de operación de la empresa, en las escalas.[7]

Además, el IF del LV-CEJ contiene Recomendaciones de Seguridad Operacional dirigidas a la división AIG de OACI (Organización de Aviación Civil Internacional) con el propósito de "impulsar la generación de un nuevo concepto de instrucción y calificación de las tripulaciones", no contempladas en su totalidad en las normas actuales, referente a reconocimiento y recuperación de pérdidas de sustentación y de actitudes anormales a ser consideradas integralmente con los sistemas de advertencia, protección y automatización del avión; a través de recomendaciones a las Autoridades Aeronáuticas, Fabricantes de Aeronaves, Empresas Aéreas y Centros de Instrucción y Entrenamiento en Simulador con el objeto de contribuir a la Seguridad Operacional en el Transporte Aéreo.

## Filmografía
Este accidente fue reseñado en la temporada 20 de la serie Mayday: Catástrofes aéreas, del canal National Geographic Channel en el episodio «Accidente aéreo en la Patagonia» en Latinoamérica, y en España titulado «Descenso de hielo». También apareció en un episodio de la temporada 4 de la serie Mayday: Informe Especial, titulado «Bajo Cero».